# Галевский, Александр Михайлович
Александр Михайлович Галевский (род. 16 декабря 1941 года) — советский и российский актёр театра и кино, заслуженный артист РСФСР (1982).

## Биография
Александр Хлибкевич-Галевский родился 16 декабря 1941 года на Украине. В 1964—1968 годах учился в Театральном училище имени Щукина (курс Анны Орочко и Татьяны Коптевой). После окончания училища пришёл в театр имени Евг. Вахтангова, где стал одним из ведущих актёров. В кинематографе дебютировал в 1967 году в фильме режиссёра Виктора Георгиева «Сильные духом».

## Награды
- Заслуженный артист РСФСР (1982)

## Работы в театре
- «Мещанин во дворянстве» — Танцор
- «Память сердца» — Николай
- «Антоний и Клеопатра» — Эрос
- «Молодость театра» — Игорь Анохин
- «Из жизни деловой женщины» — Сухарев
- «Два часа в Париже» — Потар
- «Государь ты наш, батюшка...» — Дольберг
- «Проделки Скапена» — Жеронт
- «Али-Баба и сорок разбойников» — Абдурахман
- «Левша» — Генерал
- «Земля обетованная» — Сидней Шарп
- «Ночь Игуаны» — Герр Фаренкопф
- «За двумя зайцами...» — Кирилло, бас
- «Фредерик, или Бульвар преступлений» — Ла Кресоньер, актёр
- «Царская охота» — Падре Паоло, иезуит
- «Визит старой дамы» (Пристань) — Дворецкий
- «Бесы» — Гаганов-старший

## Фильмография

### Актёр
1. 1967 — Сильные духом — Приходько
2. 1968 — Портрет Дориана Грея — Джеймс Вэйн
3. 1968 — Трембита — Микола (поёт Анатолий Рыбаков)
4. 1969 — Оперативная командировка — телеграфист
5. 1970 — Драма на охоте — Кузьма, мужик, у графа на посылках
6. 1970 — Нечаянная любовь — Веня
7. 1971 — Тысяча душ
8. 1973 — Память сердца — эпизод
9. 1973 — Райские яблочки — сын Виттори Виртена
10. 1974 — Театр Клары Газуль — капитан
11. 1976 — Когда-то в Калифорнии
12. 1976 — Преступление (фильм второй — «Обман») — эпизод
13. 1978—1980 —  Кабачок «13 стульев» — пан Войцех, кузен пани Эльжбеты
14. 1978 — Золушка — маркиз Падетруа
15. 1978 — Лето в Ноане — Клезенже
16. 1978 — Месяц длинных дней
17. 1978 — Тогда в Севилье — дон Родриго
18. 1979 — Господа Глембаи — Урбан, гость на балу (нет в титрах)
19. 1979 — Кот в сапогах — средний брат
20. 1979 — Ярость — Гонтарь
21. 1980 — Антоний и Клеопатра — Эрос, приверженец Антония
22. 1980 — Художник из Шервудского леса — маленький Джон
23. 1981 — Проданный смех — рулевой Джонни
24. 1981 — Про Ивана-Не-Великана — Чудовище
25. 1982 — Мистерия Буфф — батрак
26. 1983 — Сирано де Бержерак — капитан
27. 1987 — Портрет — эпизод
28. 1989 — Брестский мир — Бывший
29. 1994 — Мартовские иды — Азиний
30. 2001 — За двумя зайцами — Кирилло, бас
31. 2004 — Долгое прощание — актёр театра
32. 2012 — Петрович (Фильм 8-й «Роковая женщина»; Фильм 12-й «Место под солнцем») — судья

### Озвучивание мультфильмов
1. 1975 — Медной горы хозяйка